# Eddie Southern
Eddie Southern (eigentlich Silas Edward Southern; * 4. Januar 1938 in Dallas; † 17. Mai 2023) war ein US-amerikanischer Sprinter und Hürdenläufer.
1956 wurde er bei den US-Ausscheidungskämpfen für die Olympischen Spiele in Melbourne Zweiter im 400-Meter-Hürdenlauf mit seiner persönlichen Bestzeit von 49,7 s hinter Glenn Davis, der mit 49,5 s einen Weltrekord aufstellte. In Melbourne wurde Southern mit einer Zeit von 50,8 s erneut von Davis (50,1 s) geschlagen, gewann aber Silber vor Josh Culbreath (51,6 s), der das rein US-amerikanische Podium komplettierte.
1958 und 1959 wurde Southern US-Meister über 440 Yards bzw. über 400 m, 1961 holte er in der Halle den nationalen Titel über 600 Yards. Als Student der University of Texas wurde er 1959 NCAA-Meister über 440 Yards.